# ディスラプター (ゲーム)
『ディスラプター』（Disruptor）は、PlayStation用ファーストパーソン・シューティングゲーム。これはインソムニアックゲームズが開発した初のゲームであった。米国ではユニバーサル インタラクティブ スタジオが発売し、インタープレイが販売した。欧州や日本では、インタープレイが発売と販売を行った。

## プロローグ
君にライトストーマ部隊への配属を命ずる。太陽系に平和を取り戻した、例の部隊だ。君はそのエリート部隊の新入りとして、この敵だらけの危険な宇宙で生き残る術を、身につけなければならない。ただちに各種の火器の扱いや、接近戦の戦闘術に熟練せよ。さもなければ、部隊の一員としての栄誉は剥奪される。君の精神能力は、上官の手によって、神経移植をほどこされ、最大限にまで増強されている。そのサイオニック・パワーを使いこなせば、敵の精神にダイレクトなダメージを与えることも可能だ。また、自分が受けた身体的損傷を回復することもできるようになるはずだ。君のマインド・フォースを操る訓練を重ね、一刻も早くその力を発揮してくれたまえ。君の行く手には、数々の新しい世界と冒険が、待ち受けている。膨張する宇宙には、陰謀や策謀がうず巻いているのだ。油断は禁物だ。ミスして行きづまったり、武器やパワーを失ったりすれば、直ちに木箱に詰められて送り返されてしまうことを、忘れてはいけない。細心の注意を怠るな。そして、ライトストーマの誇りをくれぐれも忘れることのないように！ では、幸運を祈る！

## ゲームシステム
ゲームプレイは多くのFPSと同様であるが、プレイヤーはサイオニックと呼ばれる、サイコキネシスのような超能力を使用する事ができる。サイオニックパワーは、ドレイン、ヒーリング、ショック、ブラスト、シールドの5種。

## 開発
当初は3DOのゲームとして開発が始まった。3DOは当時商業的に利用可能な唯一のCDベースのゲーム機であり、開発キットがとても安価に使用できた。テッド・プライスによれば、インソムニアックは事実上のすべての利用可能なパブリッシャーにディスラプターを紹介したが、ユニバーサルインタラクティブが採用に同意するまで、各々に拒否されたという。
開発の途中、3DOが成功しなかった事が明らかになり、セガサターンやプレイステーションのプラットフォームが利用可能になると、ユニバーサルの有力者はディスラプターをプレイステーションに切り替える事を勧めた。 ユニバーサルのエグゼクティブプロデューサーのマーク・サーニーはそれでもなお、3DOをゲームの到着に向かっての重要な一歩として見て、「ディスラプターが存在する全体の理由は、3DOが安い開発環境を持っていたので、熱心な趣味人が3DOで開発を始められたからだ。我々はプロトタイプが3DOで動いているのを見て、そしてプレイステーションでの開発に資金援助することに同意した」と評した。

## 評判
リリース時に、6のレビューで80%のスコアとともに、よく受け取られた。批評家はユニークで印象的な武器、挑戦的で戦略的なガンプレイ、クリーンでシャープなグラフィックス、状況に敏感なサウンドトラック、ミッション目標やレベル環境の多彩さについて、広く称賛した。
しかしHugh Sterbakovは、GameSpotにおいて否定的なレビューを与え、ガンプレイは侮辱的なほどに簡単で、サイオニックは本質的に標準的な武器と違いがないと主張した。彼はまた何気なくユーモラスなカットシーンをばかにして、そしてまもなくやって来るプレイステーション版のDuke Nukem 3Dと不利に比較した。
Electronic Gaming MonthlyのCrispin Boyerは、「プレイステーションでいちばんよく見える3Dゲーム」と呼んだ。GameProのScary Larryは、弾薬の不足と正確なエイムの必要は、このゲームをこのジャンルのビギナーには気力をくじくほどに難しくしているかもしれない、しかしそのゲームプレイは、挑戦を楽しまなかった人でさえも引き戻されるほど十分に強制的だ、と言った。
Next Generationのレビュアーは「バランスがとれている、操作性のよさ、ナイスなグラフィックス、オンザフライ戦略性、シークレットエリア、グッドサウンド、ディスラプターは平凡さで飽和したジャンルのなかで、everything newをプレイヤーに与える」と断定した。
IGNは、このゲームはプレイステーションに見られたドゥームクローン達の平均を上回っていたと言った。